# Süleyman Demirel
Süleyman Demirel (nume complet: Süleyman Gündoğdu Demirel; n. 1 noiembrie 1924, İslamköy⁠(d), Atabey⁠(d), Provincia Isparta, Turcia – d. 17 iunie 2015, Ankara, Ankara (il), Turcia) a fost un politician turc care a ocupat funcția de Prim-ministru al Turciei timp de 7 mandate în perioada 1965–1993 și a fost ales cel de-al nouălea președinte al Republicii Turcia în perioada 1993 – 2000.
De asemenea, a fost liderul Partidului Justiției (în turcă Adalet Partisi) formațiune politică desființată în anul 1980 și care ulterior s-a redenumit Partidul Calea cea Dreaptă (Doğru Yol Partisi).
În timpul carierei sale, Demirel a fost un susținător virulent al principiului secularizării în stat, fiind unul dintre reprezentanții laturii kemaliste a scenei politice din Turcia.

## Începutul carierei
Süleyman Demirel s-a năcut pe data de 1 noiembrie 1924 în satul Islamkoy din vestul provinciei Isparta, într-o familie aparținând clasei de mijloc. După terminarea ciclului primar și secundar de studii în orașul Isparta, Süleyman Demirel a fost plecat în orașul Afyon pentru a urma cursurile de liceu. În anul 1942 este admis la Universitatea Tehnică din Istanbul, iar în anul 1949 obține diploma de inginer în domeniul construcțiilor civile. 
În timpul studenției a întâlnit-o pe Nazmiye Șener, cea care în anul 1948 avea să îi devină soție. Nazmiye Demirel a murit la data de 27 mai 2013 în orașul Ankara, fiind diagnosticată din anul 2005 cu boala Alzheimer.
Imediat după absolvire, primește repartizare din partea statului turc și este trimis în Statele Unite ale Americii, în calitate de cercetător la Biroul de Reclamații din Washington D.C., pentru o perioadă de doi ani de zile (1949, 1950).
Anii 1950 au fost marcați de o îmbunătățire considerabilă a relațiilor dintre Statele Unite ale Americii și Republica Turcia, în special în domenii militare și tehnice. Süleyman Demirel a beneficiat de îmbunătățirea acestor relații și în 1954 a fost unul dintre primii absolvenți care au beneficiat de programul de burse Eisenhower Exchange Fellowship, el însuși devenind decan al programului în cadrul Universității ,,Alicante”. În perioada bursei, ,,Demirel a stabilit multe contacte și a beneficiat de susținerea ambelor părți, fiind cunoscut ca un prieten al SUA”
În anul 1955, Demirel este numit directorul Biroului pentru Baraje al Turciei și ulterior  director al Administrației Hidraulice Statale, devenind din ce în ce mai implicat în activitățile politice ale Partidului Democrat, structură politică ce se afla la guvernare în acel moment.

## Carieră politică
Cariera politică a lui Süleyman Demirel începe în anul 1962, deși acesta fusese simpatizant al Partidului Democrat încă din anul 1960. La întoarcerea în Turcia a fost numit director al Administrației Hidraulice Statale. Acest post l-a ocupat până când, pe data de 27 mai 1960, a avut loc ,,o intervenție militară  condusă de ofițeri de rang inferior”, moment în care armata a înlăturat guvernul primului ministru Adnan Menderes. Datorită tensiunilor politice, Partidul Democrat a fost dizolvat.
În 1961, Demirel s-a alăturat Partidului Justiției, iar în anul următor a fost ales ca parte din consiliul administrativ, devenind în cele din urmă 1964 președintele partidului 1964). Cu sprijinul lui Suat Ürgüplü a fost formată o noua coaliție de guvernământ, iar Demirel a fost ales vice prim ministru. După alegerile din octombrie 1965, s-a încheiat perioada de coaliție, iar Demirel a devenit prim ministru pentru următorii șase ani.
În prima perioadă a mandatului său Süleyman Demirel a încurajat dezvoltarea accelerată a sectoarelor inovative, iar acest fapt a avut consecințe politice importante. Mulți dintre susținătorii lui, în special cei conservatori, ,,au încercat să îl înlăture din leadership-ul partidului dar nu au reușit deoarece rolul lui Süleyman Demirel era prea important” . Oponenții lui au plecat din Partidul Justiției și s-au alăturat partidelor mai mici de dreapta, precum Partidul Democrat, Partidul Salvării Naționale și partidului de extremă dreaptă Acțiunea Naționalistă.
Anii care au urmat au fost tulburi pentru Turcia, în special din punct de vedere politic. Convinși că Demirel nu mai poate controla situația internă, au intervenit și l-au forțat să își dea demisia pe data de 12 martie, 1971 dar acesta a a refuzat sa renunțe și a format un nou guvern. 
În anul 1973 formațiunea sa politica a pierdut alegerile și Demirel a fost forțat sa adere la opoziție, dar nu pentru mult timp. Guvernul coaliției condus de primul ministru Bülent Ecevit a încetat sa mai existe după invazia Ciprului din iulie și august 1974.
Demirel a format o coaliție de centru dreapta din patru partide, numit Primul Front Naționalist, ce a rezistat până în anul 1977. În această coaliție făceau parte politicieni precum Necmettin Erbakan și Alparslan Türkeș. A urmat victoria Partidului Republican condus de Ecevit în alegeri, iar drept urmare a fost întemeiat de către Demirel Al Doilea Front Naționalist pe data de 21 iulie 1977. Din cauza problemelor interne ale Turciei, Ecevit și-a pierdut popularitatea și a demisionat. Demirel a format primul guvern minoritar din istoria Turciei moderne pe data de 12 noiembrie, dar nici el nu a putut face fata crizelor politice și sociale ce au afectat anii ’70.
În anul 1980 armata a dat o lovitură de stat și s-a instaurat un regim de tip autoritar-militar. Sub regimul militar, toate partidele politice au fost desființate. La reîntoarcerea partidelor, în 1983, au apărut din nou partide politice tradiționale dar cu anumite restricții. În anul 1987, autoritățile de la Ankara, au organizat, pe presiunea societății civile și a armatei, un referendum constituțional prin care Articolul 4 din Constituția Republicii Turcia (1980) să fie amendat. Pe scurt, Articolul 4 fusese introdus pentru a sancționa opoziția loviturii de stat din anul 1980 și a fost folosit pentru a scoate un număr de 243 de persoane din scena politică pentru o perioadă de cel puțin 10 ani. În urma unei decizii a tribunalului din Ankara, și Süleyman Demirel a căzut sub incidentul procesului, primind sentința definitivă de interdicție pentru 10 ani de pe scena politică, drepturile în această sferă fiindu-i suspendate.
Erbakan a devenit prim ministru, iar Demirel a continuat sa rămână un susținător al regimului secular creat de Atatürk. În anul 1993, Süleyman Demirel a fost ales cel de-al nouălea președinte al Republicii Turcia de către Marea Adunare Națională.
În mai 1996, Demirel a reușit să supraviețuiască unui atentat îndreptat direct împotriva sa. İbrahim Gümrükçüoğlu, un susținător pro-islamic, a dorit să îl asasineze deoarece aeronavele din Israel au primit acord pozitiv să se antreneze în spațiul aerian turcesc ca urmare a unui acord bilateral.  În anul 2000, și-a încheiat mandatul constituțional de 7 ani în calitate de președinte al țării.

## Politică externă

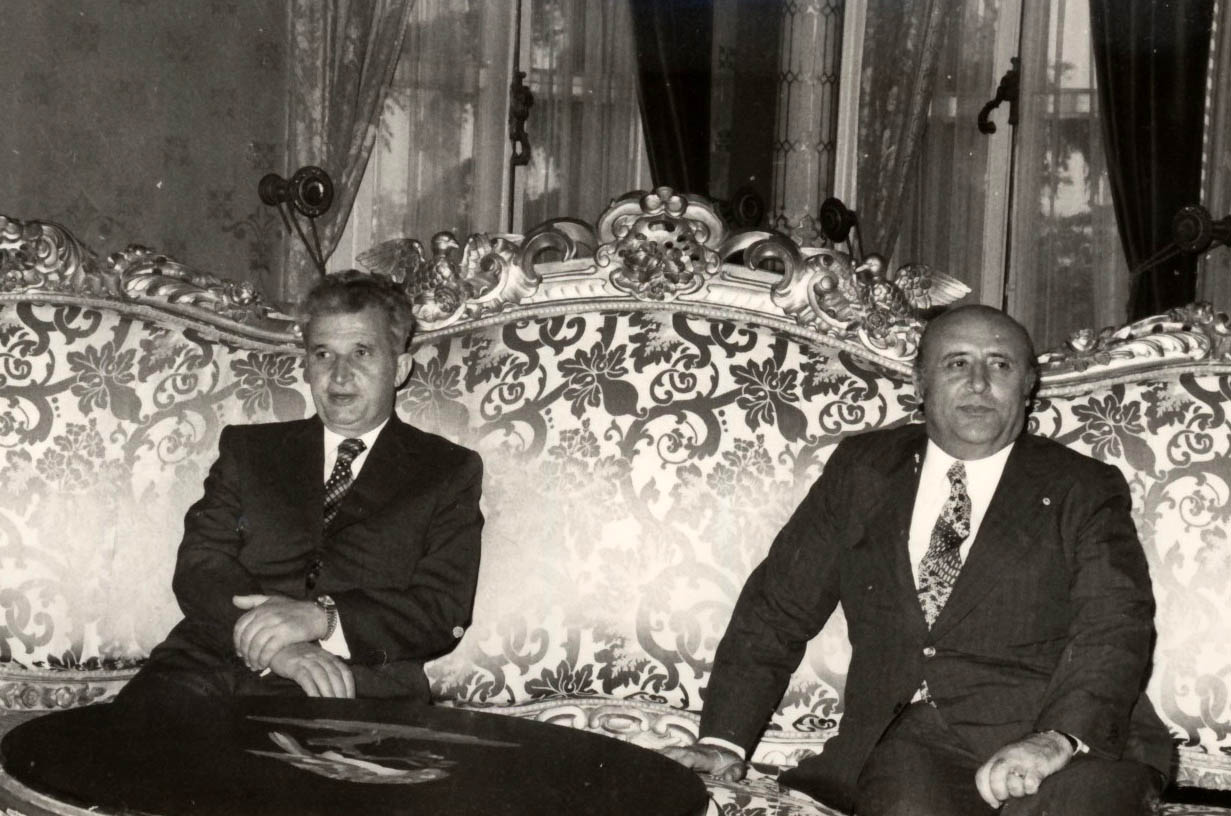
Nicolae Ceaușescu și Demirel

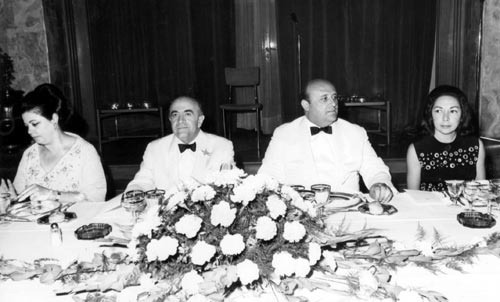
Amir-Abbas Hoveida și Demirel

În timpul mandatului său de Prim Ministru, Süleyman Demirel a încercat să promoveze o politică externă moderată, afirmând că „Turcia este prietenă cu orice țară deschisă către pace și cooperare”. În realitate însă, Demirel s-a arătat ca fiind îngrijorat de vecinătatea Turciei cu Uniunea Sovietică și a preferat să nu semneze cooperări în domenii strategice cu alte state aparținând blocului comunist până în anul 1964. Datorită opoziției statalelor arabe și anumitor state balcanice cu privire la ocuparea Ciprului de Nord, politica externă a suferit modificări. Uniunea Sovietică nu a votat în cadrul Organizației Națiunilor Unite împotriva invaziei din Cipru, așa cum au făcut majoritatea statelor prezente.
Pe fondul „dezghețului” dintre Est și Vest, Demirel a preferat să aibă o poziție ambivalent, bazându-se pe cooperarea cu Uniunea Sovietică în anumite domenii non-militare, fiind în același timp un partener strategic al Statelor Unite ale Americii și un membru activ al NATO.
Între 1964-1965, Süleyman Demirel a inițiat o serie de vizite în România și Bulgaria pentru a redeschide relații economice în domeniul turismului pe litoralul Mării Negre. În perioada anilor 70, s-a observat o intensificare a relațiilor bilaterale între Turcia și statele balcanice, culminând cu vizita lui Süleyman Demirel în România (1976) și Bulgaria (1978).
În timpul mandatului său de președinte, Süleyman Demirel a continuat să aibă relații bune cu Statele Unite ale Americii, în special în timpul mandatului lui Bill Clinton și a lui George Bush. În perioada 1993-2000, relațiile economice dintre cele două state s-au îmbunătățit considerabil: Statele Unite ale Americii au acceptat să acorde un credit Turciei în valoare de 12 mld. $ pe o perioadă de 12 luni, s-a stabilit un protocol de stimulare a investiților americane în Turcia care au atins nivelul dorit de 6 mld. $ în anul 1997, iar în toată perioada 1993-2000 valoarea importurilor / exporturilor dintre cele două state s-a dublat.
Totodată, Süleyman Demirel s-a remarcat ca unul dintre cei mai virulenți critici ai lui Slobodan Milošević încă de la începutul crizei din Iugoslavia, declarând că „Statele Unite și NATO trebuie să rămână ferme și determinate pentru rezolvarea conflictului”. Dincolo de discurs, Turcia a participat cu efective militare în cadrul misiunilor NATO din Iugoslavia și a acceptat să găzduiască refugiați din Kosovo și Bosnia pe teritoriul său.
În anul 2000, Clinton „și-a exprimat regretul față de încheierea mandatului lui Süleyman Demirel și i-a mulțumit acestuia pentru contribuția sa la stabilitatea regiunii”

## Activitate după anul 2000
După anul 2000, activitatea lui Süleyman Demirel în cadrul scenei politice din Turcia a devenit din ce în ce mai restrânsă, fiind un consultant al Partidului Democrat, o nouă forță politică construită pe fundamentul fostului Partid al Justiției. De asemenea, acesta este chemat în numeroase ocazii pentru a vorbi despre viața politică actuală din Turcia și despre rolul său în dezvoltarea Turciei pe perioada secolului trecut, în special în cadrul Universității „Süleyman Demirel”, unde ocupă funcția de președinte de onoare.

## Universitatea „Süleyman Demirel”
Universitatea „Süleyman Demirel” este o universitate privată din Turcia (tr: vakıf üniversitesi) fondată în anul 1992 la inițiativa Prof. Dr. Hasan Gürbüz, cel care ulterior va deveni și primul rector. Având încă de la fondare 4 școli pregătitoare, 4 institute de cercetare și 12 facultăți, instituția s-a extins și în alte spații sau domenii de activitate într-un mod distinct. 
Față de celelalte instituții de învățământ, Universitatea “Süleyman Demirel” s-a format prin alipirea mai multor școli sau universități separate, printre care Facultatea de Inginerie din Isparta, Facultatea de Pedagogie din Bursur, etc. În anul 1993, universitatea avea în componența sa peste 10 astfel de instituții, cu însumând peste 20 de specializări academice.
Tot în anul 1993 s-au deschis numeroase facultăți de științe umane (economie, teologie, sociologie, filosofie), iar în ultimul trimestru s-a dat spre folosință vechiul spital din Çünür care, grație universității, a fost modernizat și în prezent prestează servicii medicale.
În anul 1994, s-au înființat alte facultăți, în special în domeniul artelor, jurnalismului și agriculturii în mai multe orașe precum Senirkent, Sütçüler sau Keçiborlu, urmând ca anul următor să se deschisă instituții similare în Uluborlu, Eğirdir, Șarkikaraağaç sau Bucak. În anul 1996, Hasan Gürbüz a murit într-un accident rutier, locul său fiind luat de către Prof. Dr. M. Lütfü Çakmakçi.
În prezent, Universitatea “Süleyman Demirel” este una dintre cele mai mari instituții de învățământ superior din Turcia.

## Distincții
La 5 iulie 1999 Președintele României Emil Constantinescu a emis un decret privind conferirea Ordinului național Steaua României în grad de Colan lui Süleyman Demirel, în semn de apreciere pentru contribuția sa deosebită la dezvoltarea relațiilor de colaborare și prietenie dintre România și Republica Turcia și pentru sprijinirea eforturilor României de a se integra în Alianța Nord-Atlantică.
În decembrie 2004 Președintele Republicii Moldova, Vladimir Voronin i-a coneferit lui Süleyman Demirel „Ordinul Republicii”, în semn de profundă gratitudine pentru contribuția sa deosebită la dezvoltarea relațiilor de prietenie moldo-turce și pentru sprijinul acordat Republicii Moldova.
Demirel a mai fost decorat cu Ordinul Istiglal pentru contribuții în dezvoltarea relații dintre Azerbaidjan și Turcia și poziție constructivă în Conflictul din Nagorno-Karabah. A fost cavaler al Ordinului Marii Cruci „Regele Tomislav” al Croației și a deținut Colanul Ordinului Estonian al Crucii Terra Mariana. De asemenea, a mai primit Ordinul Vulturul Alb al Poloniei (1993).